# Kojslåttjärnen
Kojslåttjärnen är en sjö i Piteå kommun i Norrbotten och ingår i Lillpiteälvens huvudavrinningsområde.